# Конюга-крихітка
Конюга-крихітка (Aethia pusilla) — вид морських птахів родини алькових (Alcidae).

## Поширення
Птах поширений на півночі Тихого океану від Японії до Аляски та на півдні Чукотського моря. Гніздиться на скелястих островах та узбережжі. Загальна популяція птаха оцінюється у понад 20 млн птахів. Найбільші колонії знаходяться на Алеутських островах, острові Святого Лаврентія та Малий Діомід.

## Опис
Найменший представник родини. Тіло завдовжки 15 см, вага 70-100 г. Верхня частина тіла біла, нижня — біла з чорними плямами. Голова маленька, чорного кольору. Крила короткі та округлі. Дзьоб чорний з червоним кінчиком.

## Спосіб життя
У негніздовий період живе у відкритому морі. Живиться, в основоному, кальмарами, також дрібною рибою, крилем та зоопланктоном. За здобиччю пірнає у воду. Розмножується на невеликих скелястих островах у змішаних колоніях. У кладці одне яйце. Інкубація триває близько місяця. Після появи оперення пташенята відразу починають плавати і пірнати, добуваючи їжу самостійно.